# Glas Slavonije
Die in Osijek erscheinende Glas Slavonije (deutsch „Stimme Slawoniens“) ist die auflagenstärkste lokale Tageszeitung in der wirtschaftlich schwachen Region Ostslawonien im äußersten Nordosten Kroatiens. Sie richtet sich besonders an Leser in der rechten Hälfte des politischen Spektrums.
Der Zeitung wird nachgesagt, dass sie dem rechtsextremen Präsidenten des Stadtparlaments von Osijek, Branimir Glavaš, immer noch nahestehe. Glavaš hatte 1991 den damaligen Chefredakteur Drago Hedl und das spätere Redaktionsmitglied der linksliberalen satirischen Feral Tribune unter Waffengewalt gezwungen, das Blatt zu verlassen.